# Paul Ongman
Paul Ongman, född 1885, död 1957, var en svensk predikant och missionsekreterare i Pingströrelsen. Han var även psalmförfattare och ingick i redaktionen för samfundets sångbok Segertoner 1930 tillsammans med Lewi Pethrus, Emil Peterson och Karl-Erik Svedlund.

## Psalmer
- Det byggs ett heligt tempel, nr 404 i Psalmer och Sånger 1987
- O, jag ser en vitklädd skara översatt Fanny Crosbys text från engelska till svenska